# Світла Поляна (Новосибірська область)
Світла Поляна (рос. Светлая Поляна) — село у Болотнинському районі Новосибірської області Російської Федерації.
Входить до складу муніципального утворення Світлополянська сільрада. Населення становить 867 осіб (2010).

## Історія
Згідно із законом від 2 червня 2004 року органом місцевого самоврядування є Світлополянська сільрада.

## Населення
| 2002 | 2007 | 2010 |
| ---- | ---- | ---- |
| 885  | ↗906 | ↘867 |